# Federfußball

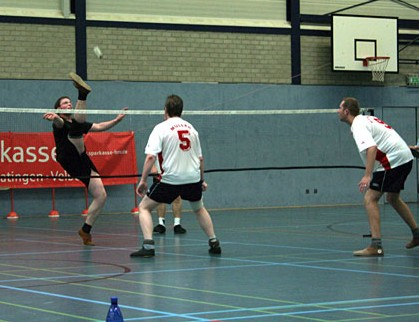
Federfußball

Federfußball (auch Shuttlecock genannt) ist eine Mannschaftssportart, bei der versucht wird, einen speziell in dieser Sportart verwendeten Ball (den Federfußball) hauptsächlich mit dem Fuß, aber auch mit dem Knie oder der Brust, seltener mit dem Kopf in die gegnerischen Spielfeldhälfte eines Badmintonfeldes auf den Boden zu spielen, oder die gegnerische Mannschaft zu einem Fehler zu zwingen. Vorwiegend wird drei gegen drei gespielt, aber auch die Varianten zwei gegen zwei und eins gegen eins werden im Wettkampf verfolgt.

## Geschichte
Der Federfußballsport stammt aus dem asiatischen Raum, vermutlich China, wo er sich unter dem Namen Jianzi großer Beliebtheit erfreut. Die Wurzeln werden im Cuju (Ts’u Chü) vermutet, einem Sport, der dem heutigen Fußball ähnelt. Damit reicht die Geschichte des Federfußballs fast 3000 Jahre zurück.
Der Hagener Ingenieur Peter von Rüden lernte das Spiel auf einer Urlaubsreise im Jahre 1984 kennen und brachte Federfußball nach Europa. Er stellte Federfußball erstmals beim Deutschen Turnfest in Dortmund öffentlich vor und verbreitet den Sport seither in Deutschland und Europa.
1999 wurde in Hanoi die International Shuttlecock Federation (ISF) als Weltverband gegründet. Im gleichen Jahr fand in Hagen die Gründungsversammlung des Deutschen Federfußballbundes (DFFB) statt. Gründungsmitglieder waren Volker Hollmann, Harald Felgenhauer, Olaf Völzmann, Barbara Figge, Karsten-Thilo Raab, Peter von Rüden (alle Federfußballclub Hagen 1991 e. V.), Axel Krüger (Dortmunder TG) sowie Nadine Fischer und Ulrich Fischer (beide TV Lipperode).
Federfußball wird in einigen europäischen Ländern gespielt, z. B. Finnland, Frankreich, Griechenland, Österreich, Serbien-Montenegro, Slowakei, Rumänien, Ungarn. Es gibt German Open, Hungarian Open, French Open, Austrian Open, Europameisterschaften und auch Weltmeisterschaften.
Die ersten Weltmeisterschaften fanden im Jahre 2000 in Újszász in Ungarn statt. Im Jahre 2002 war der Federfußballclub Hagen 1991 e. V. vom 20. bis 26. Oktober Ausrichter der dritten Weltmeisterschaft, an der die Nationalmannschaften aus China, Vietnam, Laos, Hongkong, Kambodscha, Ungarn, Finnland, Frankreich, Griechenland und Deutschland teilnahmen.
Gastgeber der ersten Europameisterschaften im Jahre 2003 war der SKF Weitmar. Austragungsort war Bochum.

## Spielfeld
Die Abmessungen und Linien des offiziellen Spielfelds entsprechen denen eines Badmintonfeldes, wobei die seitlichen Begrenzungen durch die Maße des bei Badminton-Doppel gespielten Feldes entsprechen, die hintere Auslinie der der hinteren Aufschlaglinie beim Doppel. Damit ergeben sich Maße von 6,10 × 11,88 Meter. Das Spielfeld wird in der Mitte durch ein Netz geteilt. Die Netzhöhe ist auf 1,60 Meter für Männer, 1,50 Meter für Frauen festgelegt. Im Abstand von 2 Metern zum Netz befinden sich die Angriffslinien.
Um das Spielfeld herum sollten mindestens 2 Meter freier Raum ohne Hindernisse sein sowie 6 Meter über dem Feld.

## Ball

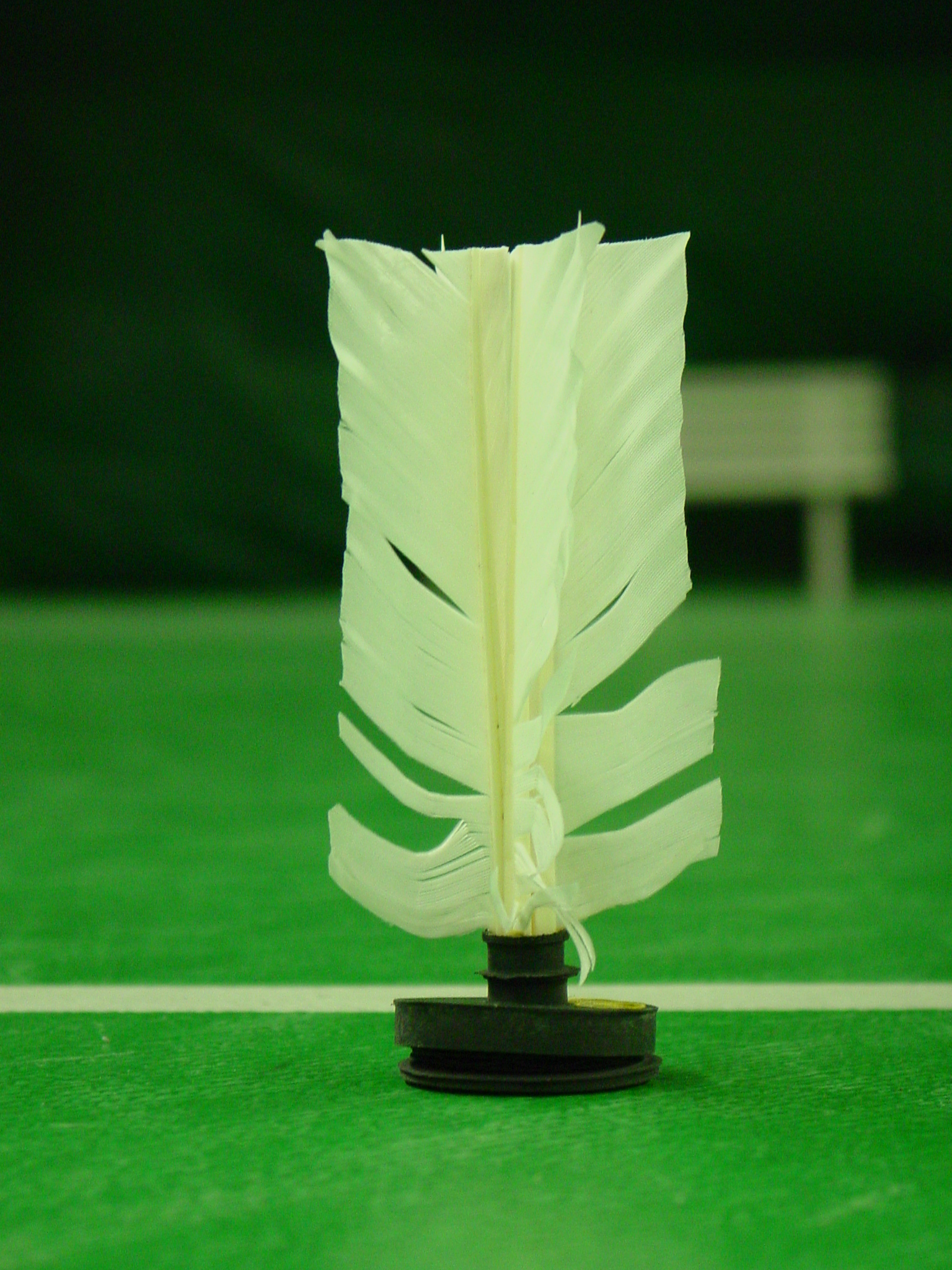
Der Federfußball

Der Federfußball besteht aus zwei Teilen: einem Federteil und einem schwarzen Gummifuß. Der Federteil besteht aus vier halbierten und kreuzförmig zusammengeschnürten Gänsefedern, die in eine Halterung auf der schwarzen Gummischeibe eingeklebt werden. Der runde, 4 cm im Durchmesser und 1,5 cm in der Höhe messende Gummifuß besteht aus zwei Gummischeiben, die durch die Gummihalterung für die Federn zusammengehalten werden. Dabei ist die obere Gummischeibe lose auf die untere gelegt und wird durch Karton- oder Zeitungspapier-Ringe von dieser getrennt.
Die Höhe des gesamten Balls beträgt rund 15 cm, das Gewicht ist ca. 15 Gramm.

## Mannschaften
Eine Mannschaft besteht aus drei Personen, die, ähnlich der Rotationsregelung beim Volleyball, Positionen zugewiesen bekommen. Wechselt das Aufschlagsrecht von einer zur anderen Mannschaft, so werden die Positionen weiterrotiert.
Neben dem populären Mannschaftsspiel werden auch die Varianten zwei gegen zwei und eins gegen eins gespielt. Wenn sich nur zwei Spieler auf jeder Seite gegenüberstehen, entfällt die Rotationsregelung. Ansonsten ist das Regelwerk ohne Änderungen auch auf das Spiel zwei gegen zwei anzuwenden.
Auch wenn sich jeweils nur eine Person auf jeder Spielfeldhälfte gegenüberstehen, wird das für das Mannschaftsspiel gültige Regelwerk angewendet.

## Spielverlauf
Diejenige Mannschaft erzielt einen Punkt, die entweder den Ball regelgerecht auf Boden in der gegnerischen Spielfeldhälfte spielt, oder falls die gegnerische Mannschaft einen Fehler begeht.
Als Fehler einer Mannschaft gelten – unter anderem – folgende Ereignisse:
- Der Ball wird so gespielt, dass er den Boden oder irgendeinen Gegenstand außerhalb des Spielfeldes berührt („Aus“).
- Der Ball wird mehr als viermal innerhalb einer Mannschaft gespielt („Fünf“).
- Der Ball wird mehr als zweimal nacheinander von derselben Person gespielt („Drei“).
- Ein Spieler berührt das Netz.
- Ein Spieler tritt in den Luftraum über oder unter dem Netz ein.
- Der Ball berührt einen Spieler am Arm oder der Hand.
- Der Ball überquert die Mittellinie nicht vollständig im Luftraum oberhalb des Netzes.
- Der Ball wird mit dem Kopf aktiv über das Netz gespielt, ohne dass sich dabei der betreffende Spieler vollständig hinter der Angriffslinie befunden hat. Der Spieler darf allerdings in den Luftraum zwischen Angriffslinie und Netz hineinspringen und dort den Ball mit dem Kopf spielen, sofern seine Füße beim Absprung vollständig hinter der Angriffslinie standen.
- Die Füße des aufschlagenden Spielers befinden sich beim Aufschlag nicht vollständig hinter der Grundlinie.
- Der Aufschlag berührt das Netz.

Gewinner eines Spiels ist die Mannschaft, die zuerst zwei Sätze gewonnen hat. Ein Satz ist gewonnen, wenn eine Mannschaft 21 Punkte erreicht. Punkten kann jede Seite, unabhängig vom Aufschlagrecht (Tie-Break). Falls beim 21. Punkt einer Mannschaft die andere Mannschaft bereits 20 Punkte besitzt, wird so lange weitergespielt, bis eine Mannschaft zwei Punkte mehr als die andere besitzt. Ab einem Punktestand von 20 zu 20 wechselt dabei das Aufschlagrecht unabhängig vom Punktgewinn mit jedem Aufschlag.
Zwischen jedem Satz wird die Spielfeldseite gewechselt, auf der sich die jeweiligen Mannschaften aufstellen. Im dritten Satz wird die Seite noch einmal während des Satzes gewechselt, sobald eine der Mannschaften elf Punkte erreicht hat.

## Schiedsrichter
Das Federfußballspiel wird durch zwei Schiedsrichter geleitet. Diese haben die Aufgabe, Punktgewinne und Fehler der spielenden Mannschaften festzustellen. Ihre Entscheidung ist verbindlich.

### Schiedsrichter-Handzeichen
Um für die Mannschaften und die Zuschauer eindeutig anzuzeigen, warum eine Punkt- oder sonstige Entscheidung getroffen wurde, gibt es eine Reihe von Schiedsrichterzeichen. Einige davon sind:
- Punktgewinn – ausgestreckter Arm zeigt in Richtung der Mannschaft, die den Punkt gemacht hat und damit als Nächstes aufschlägt.
- Ball geht ins Aus – die Unterarme werden in paralleler Haltung nach oben an die Schultern geführt.
- Ball berührt das Spielfeld – ein Arm weist auf den Boden in der jeweiligen Spielfeldhälfte.
- Netzberührung durch Spieler – die Fläche der Hand an die Seite des Netzes halten, auf der der Fehler passiert ist.
- Dreifachberührung durch einen Spieler – drei Finger werden hochgehalten.
- Fünf Berührungen – fünf Finger werden hochgehalten.

Die Handzeichen werden generell mit der Hand ausgeführt, die auf der Seite des Fehlers liegt.

## Spielstile

### Mannschaftsspiel/Turnier
Bei diesem Spielstil gelten die oben genannten Regeln.

### Freestyle
Dieser Stil wird ähnlich gespielt wie das Turnierspiel, doch beim Freestyle spielt man alleine oder zusammen mit beliebig vielen Mitspielern. Es gibt keine Gegner.
Es werden verschiedene Tricks aufgeführt, teils kombiniert mit akrobatischen Elementen. Der Ball ist daran angepasst, er besitzt keine Karton- oder Pappefederung mehr.